# Love Dive
Love Dive è il secondo single album del girl group sudcoreano Ive, pubblicato nel 2022.

## Tracce
1. Love Dive – 2:57 (testo: Seo Ji-eum – musica: Sophia Brennan, Elle Campbell, Nick Hahn)
2. Royal – 3:26 (testo: Lee Seu-ran, Rick Bridges, Rei, Gaeul – musica: Jamie Parker, Willie Weeks, Paulina Cerrilla, Kyler Niko)